# Aeroportul Tum
Aeroportul Tum (IATA: TUJ, ICAO: HAMJ) este un aeroport din Etiopia.
Situat la o altitudine de 1.417 m, aeroportul dispune de o singură pistă. Este operat de Ethiopian Civil Aviation Authority⁠(d).